# Каноницька сільська рада
Кано́ницька сільська́ ра́да — орган місцевого самоврядування Каноницької сільської громади в Вараському районі Рівненської області. Рада розташована в адміністративному центрі громади — селі Каноничі.

## Склад ради
Рада складалася з 22 депутатів та голови.
- Голова ради: Семчук Віктор Валентинович[1]

### Список депутатів ради
Обрані 25 жовтня 2020 року:
- Бузян Іван Степанович, народився 07.09.1974 р., освіта загальна середня, безпартійний, Тимчасово не працює, місце проживання: с. Кідри
- Жупило Людмила Василівна, народилася 01.02.1967 р., освіта вища, безпартійна, Кідрівський НВК, Бухгалтер, місце проживання: с. Кідри
- Павлюк Олексій Тарасович, народився 17.01.1993 р., освіта вища, безпартійний, Володимирецьке лісове господарство, Інженер охорони та захисту лісу, місце проживання: с. Кідри
- Ямпольська Любов Іванівна, народилася 03.06.1961 р., освіта вища, безпартійна, Кідрівський НВК, Директор, місце проживання: с. Кідри
- Нестеренко Людмила Тарасівна, народилася 21.08.1979 р., освіта вища, безпартійна, Кідрівський НВК, Заступник директора з виховної роботи. Вчитель, місце проживання: с. Кідри
- Опалько Микола Миколайович, народився 21.06.1989 р., освіта вища, безпартійний, Догляд за інвалідом, місце проживання: с. Кідри
- Смулка Віктор Адамович, народився 17.08.1973 р., освіта загальна середня, безпартійний, Тимчасово непрацюючий, місце проживання: с. Кідри
- Чудік Тарас Павлович, народився 25.03.1988 р., освіта загальна середня, безпартійний, Тимчасово не працює, місце проживання: с. Кідри
- Гаврилюк Діана Володимирівна, народилася 27.09.1983 р., освіта вища, безпартійна, Сектор культури Володимирецької РДА, Завідувач клубом с. Дубівка, місце проживання: с. Дубівка
- Таборовець Володимир Володимирович, народився 29.07.1982 р., освіта вища, безпартійний, Каноницька ЗОШ І-ІІІ ступенів, Вчитель християнської етики, настоятель Свято-Георгіївського храму с. Дубівка, місце проживання: с. Дубівка
- Ярмошик Людмила Іванівна, народилася 11.04.1972 р., освіта вища, безпартійна, Каноницька ЗОШ І-ІІІ ступенів, Вчитель, місце проживання: с. Дубівка
- Годунок Олег Вікторович, народився 18.08.1978 р., освіта середня спеціальна, безпартійний, Фермерське господарство «Дубова гора», Керівник, місце проживання: с. Каноничі
- Черевач Тетяна Миколаївна, народилася 16.03.1977 р., освіта вища, безпартійна, Каноницька ЗОШ І-ІІІ ступенів, Вчитель, місце проживання: с. Каноничі
- Ящук Андрій Михайлович, народився 26.02.1985 р., освіта вища, безпартійний, Новаківський НВК, Вчитель, місце проживання: с. Каноничі
- Босик Сергій Григорович, народився 13.12.1976 р., освіта вища, безпартійний, Новаківський НВК, Вчитель, місце проживання: с. Новаки
- Христянович Олексій Миколайович, народився 09.10.1988 р., освіта вища, член Народної Партії, Каноницька сільська рада, Секретар, місце проживання: с. Новаки
- Кладько Іван Васильович, народився 28.07.1988 р., освіта вища, безпартійний, Озерська ЗОШ І-ІІІ ступенів, Вчитель, місце проживання: с. Озеро
- Міщеня Тарас Борисович, народився 31.05.1981 р., освіта вища, безпартійний, Приватний підприємець, Зубний лікар, місце проживання: с. Озеро
- Одунко Юрій Анатолійович Самовисування Громадянин України, народився 23.04.1978 р., освіта загальна середня, безпартійний, ТОВ «Агро-трейд-од», Директор, місце проживання: м. Рівне
- Босик Леонтій Сельвестрович Самовисування Громадянин України, народився 11.04.1961 р., освіта вища, безпартійний, Пенсіонер, місце проживання: с. Озеро
- Міщеня Любов Іванівна ПОЛІТИЧНА ПАРТІЯ «ЗА МАЙБУТНЄ» Громадянка України, народилася 17.02.1962 р., освіта вища, безпартійна, Озерська ЗОШ І-ІІІ ступенів, Головний бухгалтер, місце проживання: с. Озеро
- Мороченець Катерина Михайлівна ПОЛІТИЧНА ПАРТІЯ «ЗА МАЙБУТНЄ» Громадянка України, народилася 18.08.1975 р., освіта вища, безпартійна, Озерська ЗОШ І-ІІІ ступенів, Заступник директора, місце проживання: с. Озеро